# Hoskins (Nebraska)
Pour les articles homonymes, voir Hoskins.
Hoskins est un village du comté de Wayne, dans l'État du Nebraska, aux États-Unis. En 2020, il comptait une population de 267 habitants.